# Cappadocia (Abruzzen)
Cappadocia ist eine Gemeinde (comune) in der Region Abruzzen und der Provinz L’Aquila in Italien und zählt (Stand 31. Dezember 2023) 576 Einwohner. Die Gemeinde liegt etwa 40 Kilometer südsüdwestlich von L’Aquila, gehört zur Comunità montana Marsica 1 und grenzt unmittelbar an die Provinz Frosinone und die Metropolitanstadt Rom (beide Latium).

## Persönlichkeiten
- Salvatore Lilli (* 1853 in Cappadocia; † 1895 in Mujuk Deresi/Türkei), römisch-katholischer Priester und Märtyrer